# Direction de la surveillance du territoire (Côte d'Ivoire)
Pour les articles homonymes, voir DST (homonymie).
La Direction de la surveillance du territoire est un service de renseignement ivoirien dépendant du ministère de l'Intérieur.
Elle est dirigée depuis le mois de mai 2011 par le lieutenant-colonel de police Inza Touré, anciennement en poste à l'inspection générale des services de police, qui avait succédé au commissaire Néglé Dogba César (alors arrêté puis placé en résidence surveillée par les nouvelles autorités de la Côte d'Ivoire).